# Chrysichthys ogooensis
Chrysichthys ogooensis är en fiskart som först beskrevs av Pellegrin, 1900.  Chrysichthys ogooensis ingår i släktet Chrysichthys och familjen Claroteidae. IUCN kategoriserar arten globalt som livskraftig. Inga underarter finns listade i Catalogue of Life.